# The Eagle Has Landed Part II
The Eagle Has Landed Part II es el cuarto álbum en vivo de la banda británica de heavy metal Saxon, publicado en 1996 por Virgin Records. Su grabación se realizó en diciembre de 1995 en Europa, durante la gira promocional de Dogs of War. Es el primer trabajo grabado con el guitarrista Doug Scarratt, tras la renuncia de Graham Oliver en 1995, solo semanas después del lanzamiento del álbum anterior.
A pesar de contener canciones de su primera etapa con Carrere Records y las nuevas canciones con Virgin Records, el disco no obtuvo el éxito esperado y obtuvo reseñas escuetas por parte de la prensa. Por otra parte, como dato en la canción «Denim and Leather» participó el guitarrista sueco Yngwie Malmsteen.

## Lista de canciones

### Disco uno
| N.º | Título                | Duración |  |
| 1.  | «Warlord» (intro)     | 2:19     |  |
| 2.  | «Dogs of War»         | 4:52     |  |
| 3.  | «Forever Free»        | 4:39     |  |
| 4.  | «Requiem»             | 5:55     |  |
| 5.  | «Crusader»            | 5:57     |  |
| 6.  | «Light in the Sky»    | 4:30     |  |
| 7.  | «Iron Wheels»         | 4:18     |  |
| 8.  | «Ain't Gonna Take It» | 4:44     |  |
| 9.  | «Crash Drive»         | 4:22     |  |
| 10. | «Refugee»             | 6:22     |  |

### Disco dos
| N.º | Título                             | Duración |  |
| 1.  | «Solid Ball of Rock»               | 5:03     |  |
| 2.  | «The Great White Buffalo»          | 6:32     |  |
| 3.  | «The Eagle Has Landed»             | 7:37     |  |
| 4.  | «Princess of the Night»            | 5:16     |  |
| 5.  | «Can't Stop Rockin»                | 4:40     |  |
| 6.  | «Denim and Leather»                | 6:19     |  |
| 7.  | «Wheels of Steel/Demolition Alley» | 12:53    |  |

## Miembros
- Biff Byford: voz
- Paul Quinn: guitarra eléctrica
- Doug Scarratt: guitarra eléctrica
- Nibbs Carter: bajo
- Nigel Glockler: batería
- Yngwie Malmsteen: guitarra eléctrica en «Denim and Leather» (músico invitado)